# Franco dominicano
El franco fue una moneda que se introdujo en la República Dominicana en 1891. Se subdividía en 100 centésimos y equivalía a 5 pesos.

## Monedas

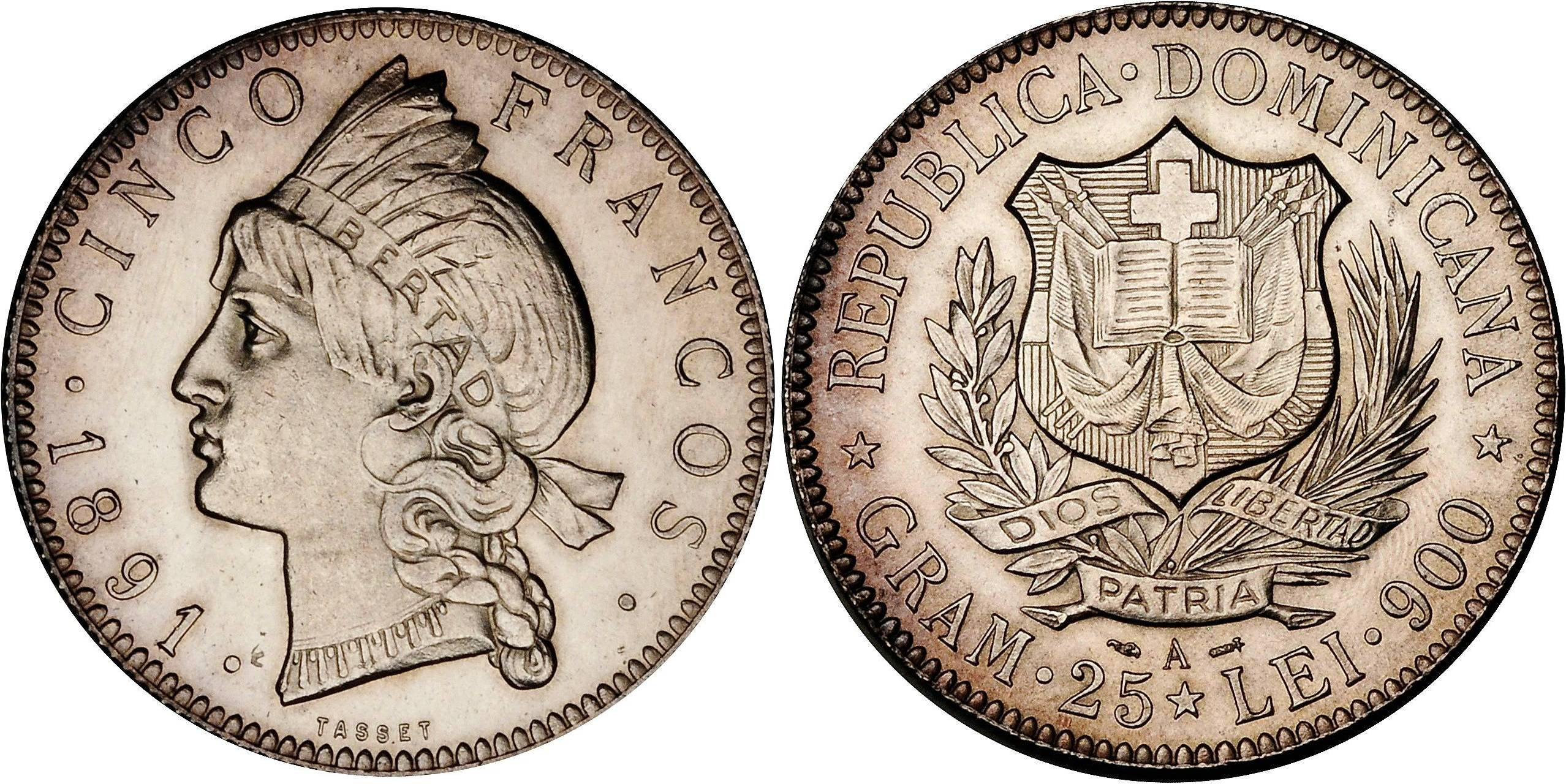
Moneda de 5 francos.

Se emitieron cinco monedas con las siguientes denominaciones: 5, 10 y 50 centésimos; 1 y 5 francos. Aunque aparentemente la intención era la de sustituir el peso, esto no sucedió, y en 1897 se emitieron nuevas monedas denominadas en «pesos» y similares en diseño a las monedas del franco.
Las monedas del franco dominicano de 10 y 50 céntimos y 1 y 5 francos tenían los mismos parámetros que las monedas del franco francés, lo que indica que se pretendía una relación entre el franco dominicano y la Unión Monetaria Latina.